# 오정초등학교 (광주)
오정초등학교는 광주광역시 북구 오치동에 있는 공립 초등학교이다.

## 학교 연혁
- 1995.09.01 오정초등학교 개교
- 1996.03.11 병설유치원 개원
- 2009.03.01 오정영어센터 개관
- 2023.01.06 제27회 졸업(36명) 총 졸업생 2,780명
- 2023.09.01 제11대 김은경 교장 취임
- 2024.01.05 제28회 졸업(49명) 총 졸업생 2,829명

## 학교 상징
- 교화 - 철쭉 : 아름답고 우아한 심성
- 교목 - 향나무 : 바르고 힘차게 자라는 굳센 의지
- 교색 - 녹색 : 너와 나의 더불어 만남으로 푸른 꿈 실현

## 참고 자료
- 오정초등학교 - 한국교육학술정보원 학교알리미